# Remrödsvikens naturreservat
Remrödsvikens naturreservat är ett naturreservat i Katrineholms kommun i Södermanlands län.
Området är naturskyddat sedan 2023 och är 13 hektar stort. Reservatet ligger söder om Forssjö invid Forssjösjön och består av betesmark och barrblandskog. 